# Rumba (spel)
Rumba is een kaartspel. Dikwijls wordt er om geld gespeeld. Het spel zou zijn oorsprong hebben in West-Vlaanderen, net als manillen, waarvan het spel is afgeleid. De basisregels (voor het halen van slagen) zijn dezelfde als bij Boerenbridge. Het is vooral populair onder West-Vlaamse studenten.

## Doel van het spel
Iedere speler start met 21 punten. Het doel is om zo snel mogelijk naar 0 te zakken. Wanneer één of meerdere spelers 0 punten heeft is het spel afgelopen.
Wanneer er om geld gespeeld wordt, betalen de andere spelers hun punten vermenigvuldigd met een vooraf afgesproken bedrag aan de winnaar(s).

## Voorbereiding
Het spel gebruikt alle speelkaarten behalve de jokers. 
De namen van de spelers (maximum 6) worden in kolommen opgeschreven. Onder iedere naam wordt het getal 21 gezet.
Er wordt een willekeurige eerste deler aangewezen. Dikwijls wordt dit gedaan door iedere speler een kaart van de stapel te geven. De speler met de hoogste kaart begint als deler. Bij gelijk wordt er opnieuw getrokken voor die spelers.

## Basisverloop van het spel
Het spel verloopt in verschillende handen. Bij iedere hand kunnen punten gewonnen of verloren worden.
De hand begint met de deler die de kaarten schudt en iedere speler vijf kaarten deelt. De manier waarop dit gebeurt mag de deler zelf kiezen. Vervolgens wordt de volgende kaart van de stapel gedraaid. Dit is de troefkaart. De soort van deze kaart is troef voor deze hand.
Iedere speler heeft dan de mogelijkheid, startend links van de deler, om te bepalen als hij met deze hand meespeelt. Wie niet meespeelt legt zijn kaarten weg. De punten van deze spelers blijven gelijk. Opgelet: Indien slechts één speler meedoet, zakt deze automatisch 5 punten (de speler mag geen rumba roepen, zie extra regels).
Hierna krijgt iedere speler die meedoet met de hand, terug in diezelfde volgorde, de mogelijkheid om maximum 3 kaarten te wisselen (minder of geen is toegelaten). Hiervoor worden die kaarten weggelegd waarna evenveel kaarten genomen worden van de stapel niet-gedeelde kaarten.
De eerste speler links van de deler mag nu beginnen met het uitkomen van een willekeurige kaart. De andere spelers leggen dan in volgorde (richting van de klok) een kaart. Dit heet een slag.
Hierbij gelden volgende regels:
- Wanneer gevolgd kan worden (kaart leggen van zelfde soort), moet gevolgd worden.
- Een kaart van troef is hoger dan alle andere soorten. Dit heet kopen. Binnen de soort geldt de waarde van de kaarten zoals in poker: Aas het hoogst, gevolgd door Koning, Dame, Boer en de getallen. 2 heeft de laagste waarde.
- Wanneer niet kan gevolgd worden, kan gekocht worden, maar dit is niet verplicht.
- Er mag geen kaart gelegd worden van een bepaalde soort als die speler een kaart heeft van diezelfde soort, waarmee hij (voorlopig) de hoogste kaart zou hebben van die slag. Voorbeeld: Speler A komt ruiten-4 uit. Speler B heeft: ruiten-2 en ruiten-8. Speler B moet volgen en is dus verplicht ruiten-8 te leggen.
- Wie niet kan volgen en ook niet koopt, kan die slag niet meer winnen.

De speler met de hoogste kaart van die slag wint die slag. De kaarten worden van die slag worden omgekeerd bij die speler gelegd. Deze speler mag nu de volgende kaart uitkomen.
Dit wordt herhaald voor alle vijf kaarten.
De punten worden na iedere hand aangepast met volgende regels: 
- Wie niet meedeed met de hand, blijft zijn punten behouden
- Wie meedeed en minstens één slag won, daalt het aantal gewonnen slagen in punten
- Wie meedeed en geen slagen gewonnen heeft stijgt 5 punten.

Indien er geen enkele speler op 0 staat, start er een nieuwe hand. De deler schuift op naar de speler links van de vorige deler.

## Extra regels
Deze regels komen boven op de basisregels.

### Rumba
Op het moment dat een speler zegt dat hij al dan niet meedoet met de volgende hand kan hij ook Rumba 'roepen'. Deze speler noemen we hieronder speler A. Dit heeft volgende gevolgen:
- Alle spelers links van speler A, tot en met de deler, zijn verplicht mee te doen met deze hand.
- Voor alle spelers, behalve speler A, tellen de punten dubbel (-2 per gewonnen slag, +10 indien geen enkele gewonnen slag)
- Er mogen geen kaarten meer gewisseld worden.
- Indien speler A drie of meer slagen wint, daalt hij 10 punten. Wint hij minder dan 3 slagen, dan stijgt hij 10 punten.

Wanneer er slechts 1 speler meedoet met de hand, kan deze geen rumba roepen. Deze haalt zogezegd wel alle slagen en daalt 5 punten.

### Boer van troef
Wanneer de troefkaart een boer is, moet iedereen meedoen met deze hand. Er wordt wel nog, in volgorde, gevraagd aan de spelers als ze Rumba willen 'roepen'. De basisregels blijven gelden.

### Twee van troef
Wanneer een speler op het moment dat gekozen moet worden om al dan niet met de hand mee te spelen, de twee heeft van troef, mag deze gewisseld worden met de troefkaart. Dit moet op zo'n manier gebeuren zodat iedere speler de tijd heeft om te zien welke kaart de troefkaart was.